# Madrid Deep Space Communications Complex

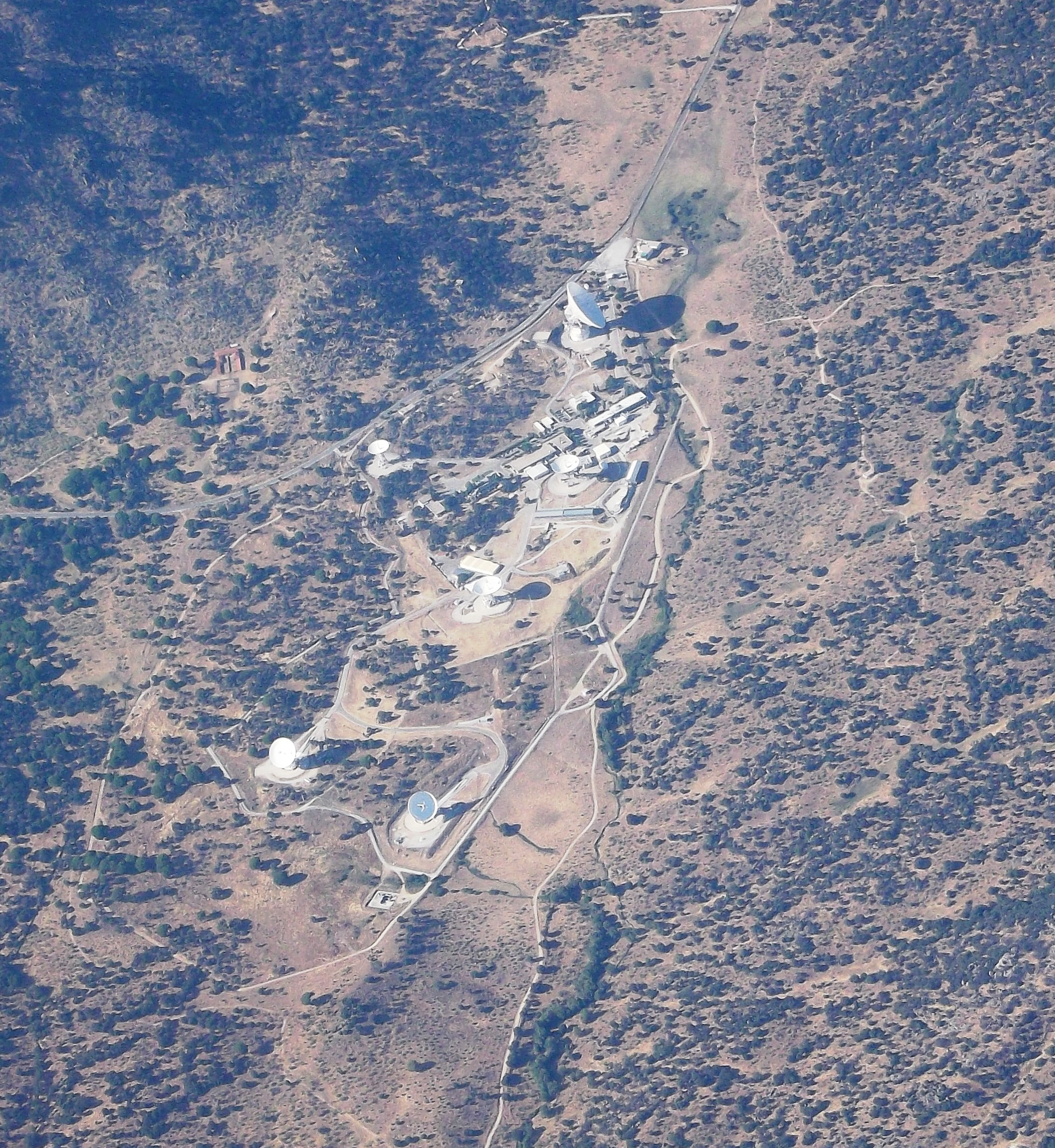
El complex d'antenes de Robledo de Chavela des de l'aire.

El Madrid Deep Space Communications Complex (MDSCC en anglès), és a dir, Complejo de Comunicaciones del Espacio Profundo de Madrid (en castellà) o Complex de Comunicacions de l'Espai Profund de Madrid, està situat a Robledo de Chavela, sent l'única instal·lació de la NASA a Espanya, en col·laboració amb l'INTA (Institut Nacional de Tècnica Aeroespacial Esteban Terradas). Pertany a la Xarxa de l'Espai Profund, i la seva primera antena es va col·locar el 1961 pel Programa Mariner.
La primera antena, anomenada DSS-61, es fa servir actualment en el Projecte educatiu PARTNeR. Al cap de poc es va instal·lar en el municipi proper de Fresnedillas de la Oliva l'altra antena (DSS-66, sobrenomenada "la Dino") per a les missions Apollo, ESA antena va ser posteriorment traslladada a Robledo de Chavela. La tercera antena, també situada a Robledo de Chavela, va ser la DSS-63, que va néixer amb un diàmetre de 64 m, i després va ser ampliada a 70 m per realitzar el seguiment de les sondes Voyager quan es va estendre la seva missió més enllà de Saturn. Existeixen altres antenes que amb usos diversos. A més del complex de seguiment, s'aixeca al costat un centre de visitants de la NASA, que es pot visitar prèviament a petició.
El complex consta en total de sis antenes, amb les següents dimensions: una de 70 metres (DSS-63), tres de 34 metres (DSS-65, DSS-54, DSS-55), i una altra de 26 metres (DSS-66). La més antiga d'aquestes antenes, DSS-61, es fa servir en l'actualitat per a projectes docents.
Aquest complex va ser inaugurat el 1964 per, el llavors príncep d'Espanya, Joan Carles I, i va estrenar les seves funcions (amb una antena inicial de 26 m) al juliol de 1965 amb la missió Mariner 4. Aquesta instal·lació també és coneguda com a "Estació de Seguiment i Adquisició de Dades de la NASA".

## Funcions
Les antenes i els sistemes de subministrament de dades fan que sigui possible:
- Adquirir les dades de telemetria de naus espacials.
- Transmetre ordres a la nau espacial.
- Obtenir dades de posició i velocitat de les naus.
- Realitzar observacions de radioastronomia (amb dos antenes d'un sol plat i la interferometria de molt llarg abast).
- Les variacions de mesura en les ones de ràdio per a experiments científics per ràdio.
- Monitorar i controlar l'acompliment de la Xarxa de l'Espai Profund.

## Participació en el projecte Apollo
Una de les antenes de l'estació (la de 34 metres, sobrenomenada la Dino) va servir de suport, al costat de la resta d'antenes de la Xarxa de l'Espai Profund, al vol de l'Apollo 11 el 1969, primera missió tripulada en arribar a la Lluna, i a la resta de les missions Apollo. «Sense les vitals comunicacions mantingudes entre l'Apollo 11 i l'estació madrilenya de Robledo de Chavela, el nostre aterratge en la Lluna no hauria estat possible», va afirmar Neil Armstrong. Aleshores, aquesta antena era només de 24 metres i es trobava en l'Estació de Fresnedillas de la Oliva. Posteriorment va ser traslladada a Robledo de Chavela, peça a peça, i va ser ampliada el seu diàmetre fins als 34 metres.
Des d'aquestes instal·lacions s'ha seguit també l'aterratge de les sondes Viking a Mart. Igualment, va ser un dels pocs radiotelescopis que va aconseguir connectar amb el robot Spirit quan des de Mart va perdre contacte amb la Terra.

## Altres missions transmeses

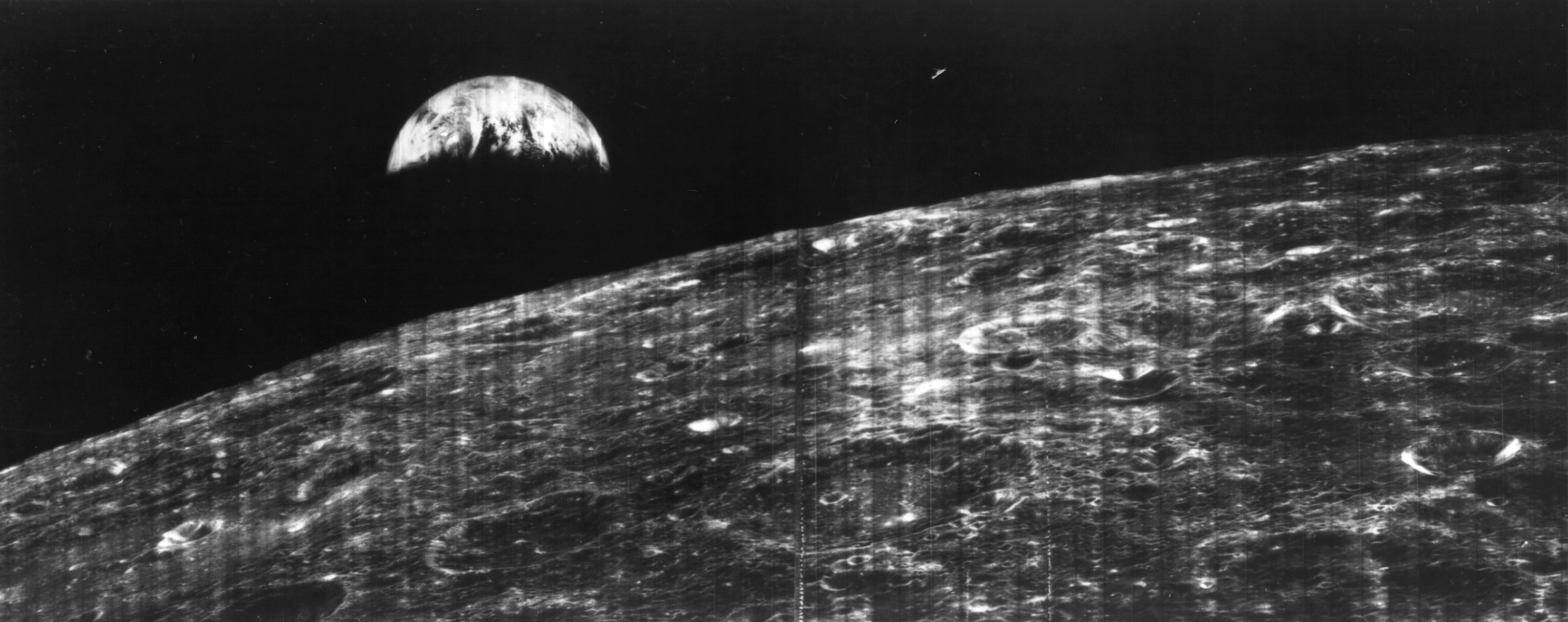
La primera foto de la Terra vista des de la Lluna va ser transmesa el 23 d'agost de 1966 des del Lunar Orbiter I al MDSCC de Robledo de Chavela.

També se segueixen o s'han seguit des d'allí les següents missions espacials de NASA i l'ESA (Agència Espacial Europea):
- La sonda Mars Express de l'ESA transmet periòdicament dades des de la seva òrbita entorn del planeta Mart.
- La sonda Venus Express de l'ESA transmet dades d'observacions especials des de la seva òrbita entorn del planeta Venus.
- La sonda Rosetta de l'ESA va transmetre gran part de les seves dades usant les antenes de Robledo en la seva arribada al cometa 67P/Txuriúmov-Herassimenko el 2014.
- La sonda Cassini-Huygens en col·laboració ESA-NASA, en la seva missió a Saturn i la lluna Tità.
- Les dues naus Voyager, que van partir de la Terra en els anys setanta i que estan sortint ja del sistema solar, molt més enllà del planeta Neptú.
- També es reben els senyals de la Pioneer 10, també en els límits del Sistema Solar, malgrat que oficialment la missió va acabar fa anys.
- Igualment es comunica preferentment a través de les antenes de Robledo la nova sonda Mars Reconnaissance Orbiter, en l'òrbita de Mart.

## Altres estacions properes

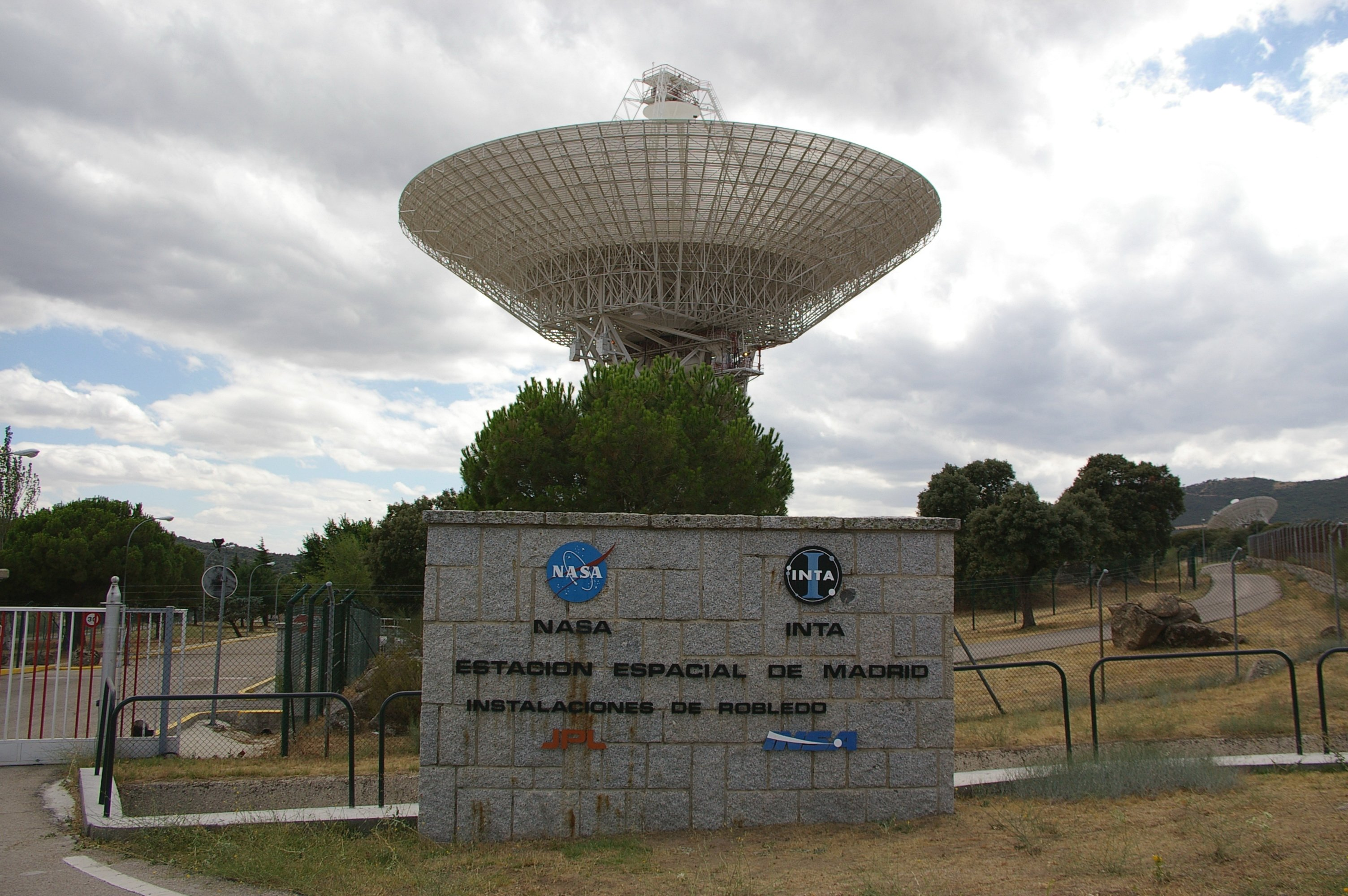
Antena (DSS-63) de 70 metres.

En la Comunitat de Madrid, a més de l'estació de l'ESA, existeixen altres dos complexos de seguiment i investigació espacial:
- El Centre Europeu d'Astronomia Espacial (ESAC) de l'Agència Espacial Europea (Villafranca del Castillo, a Villanueva de la Cañada).
- El Centre de Control i Seguiment d'Hispasat (a Arganda del Rey).

Prop de Robledo de Chavela, a la veïna localitat de Cebreros (Àvila), l'Agència Espacial Europea també ha construït una altra antena, en una antiga estació de la NASA que es trobava tancada. Amb això, l'ESA pretén crear la seva pròpia xarxa d'exploració espacial, amb tres antenes situades en tres punts del planeta, similar a la Deep Space Network de la NASA.